# Château d'Aggstein
Le château d'Aggstein (burgruine Aggstein, en allemand) est un château fort en ruines du XIIe siècle, de Schönbühel-Aggsbach en Basse-Autriche. Actuel musée ouvert au public depuis sa restauration partielle de 2003, il surplombe la vallée de la Wachau, classée au Patrimoine mondial de l’UNESCO pour son patrimoine architectural et agricole,. 

## Histoire
Ce château fort féodal est fondé à début du XIIe siècle par le seigneur Mangold III von Aggstein, sur un éperon rocheux culminant à environ 300 m de hauteur la vallée fertile de la Wachau, pour contrôler la navigation du Danube, en aval de l'abbaye de Melk du XIe siècle, à 70 km à l'ouest de Vienne,.

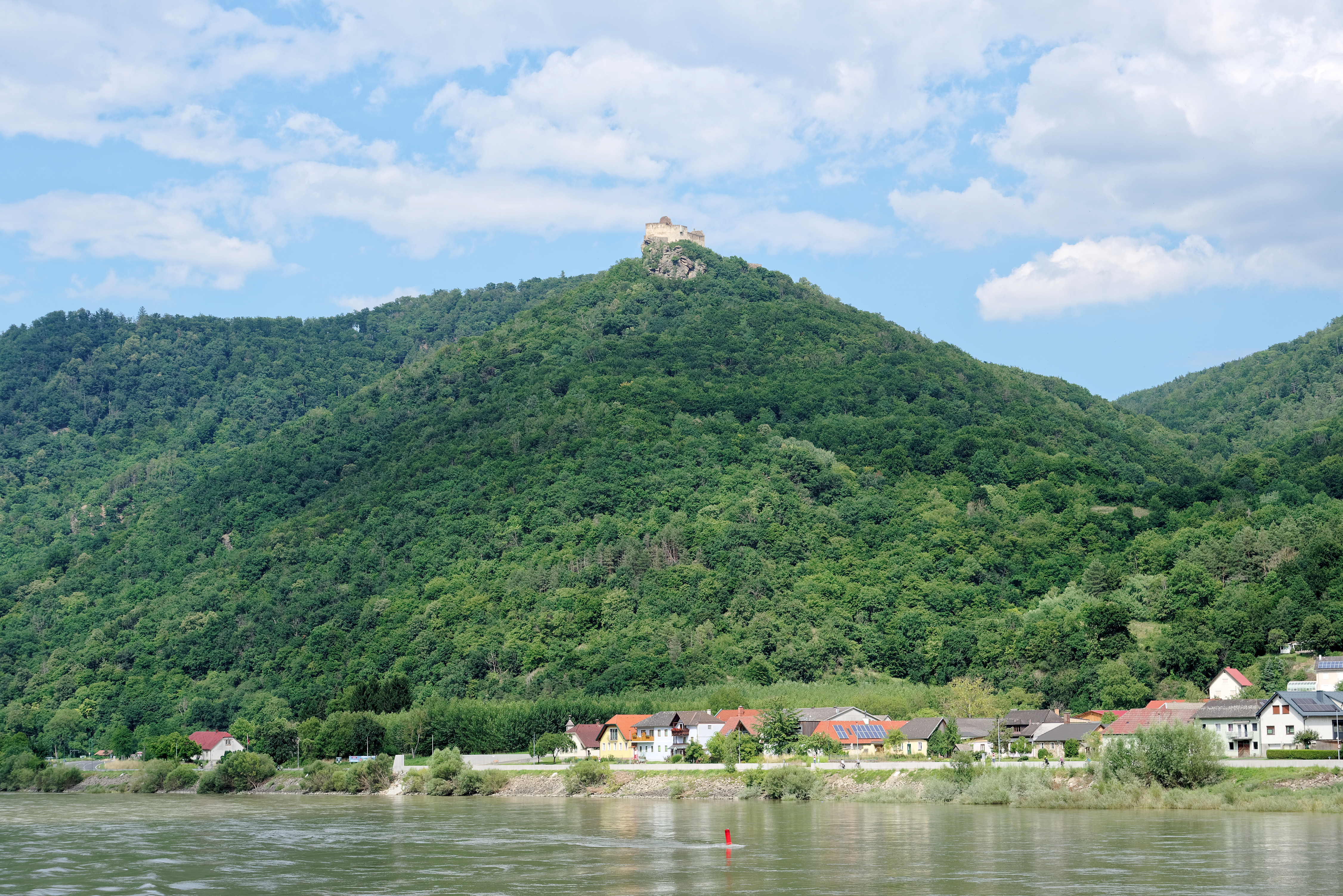
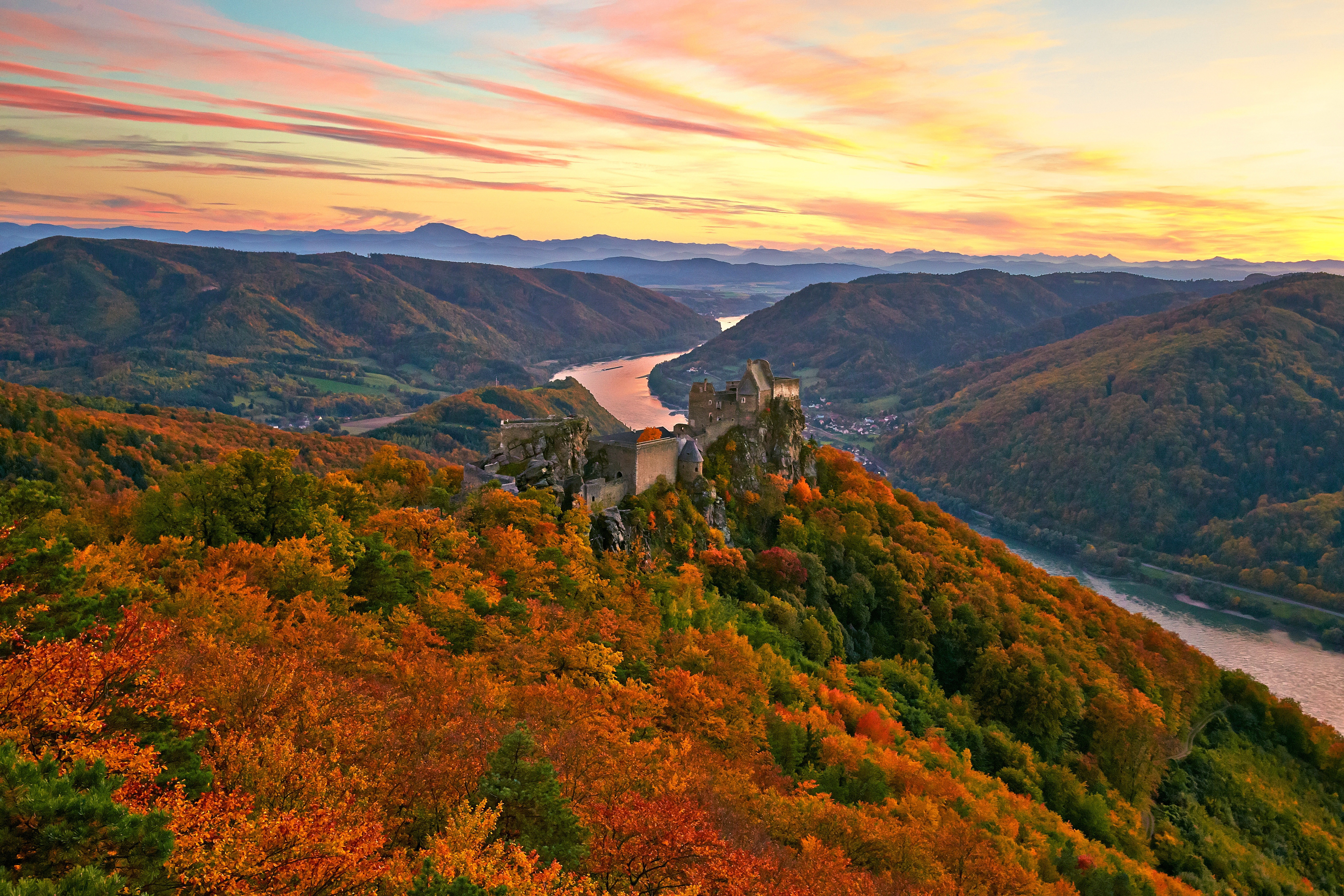
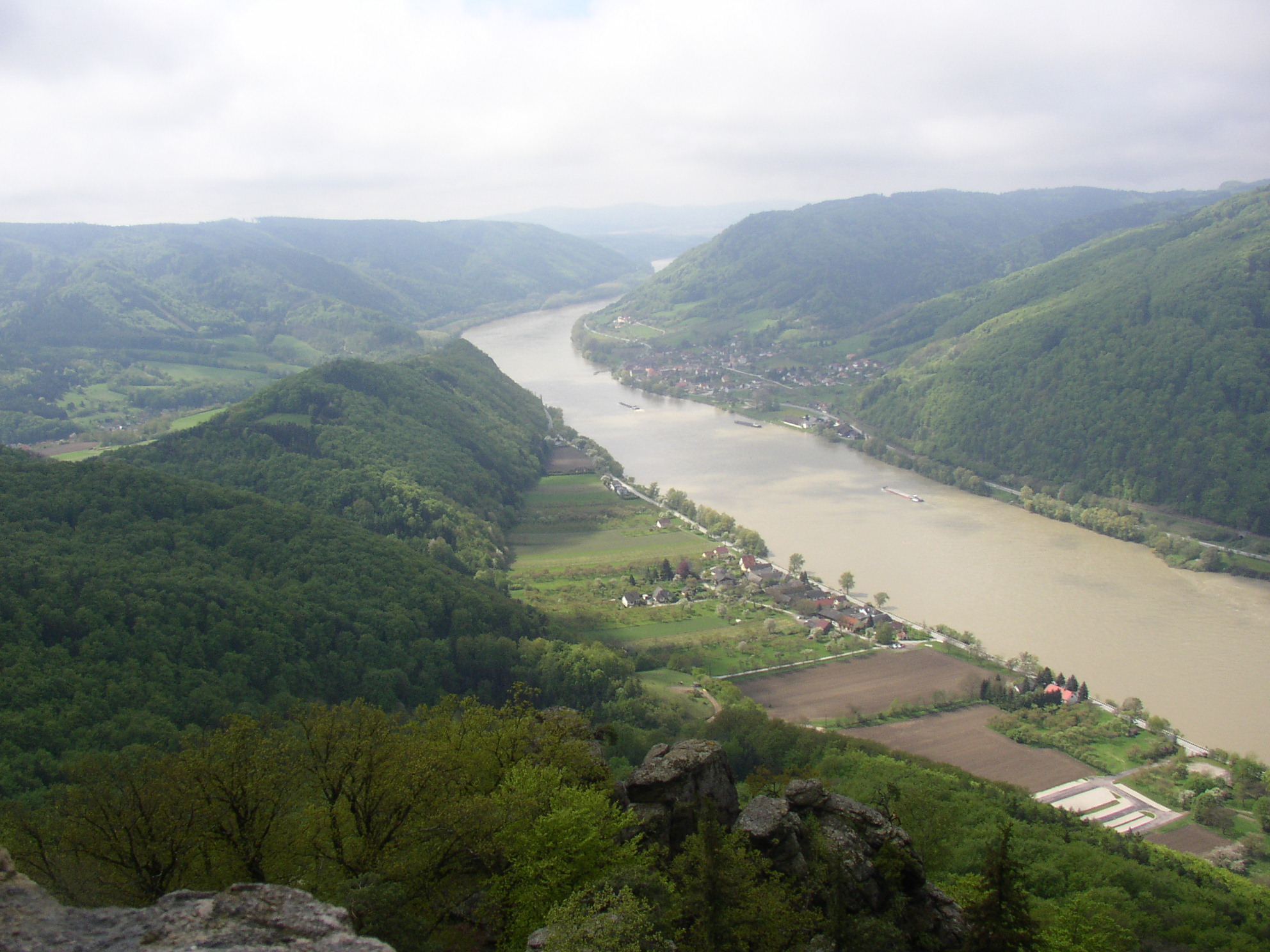

Il est plusieurs fois détruit, incendié, abandonné, et reconstruit, et change de nombreuses fois de propriétaires au long de son histoire féodale, par conquête, reconquête, mariage, ou héritage, avec entre autres les seigneurs de Kuenring (de) en 1181, le duc Frédéric II d'Autriche en 1230-1231, l'archiduc Albert Ier de Habsbourg en 1295-1296, le duc Albert II du Saint-Empire en 1429, le comte Ernst-Rüdiger von Starhemberg en 1685...

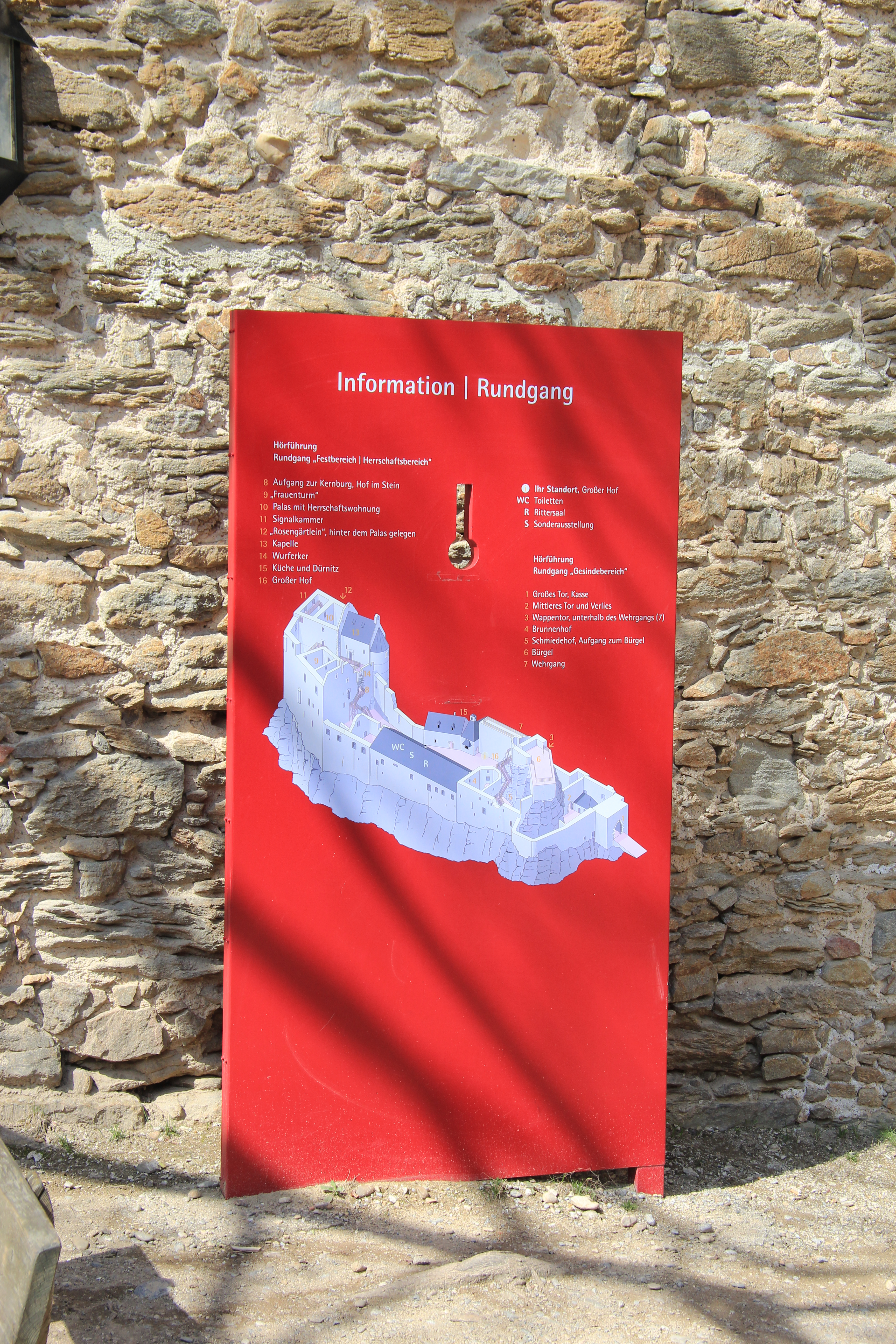
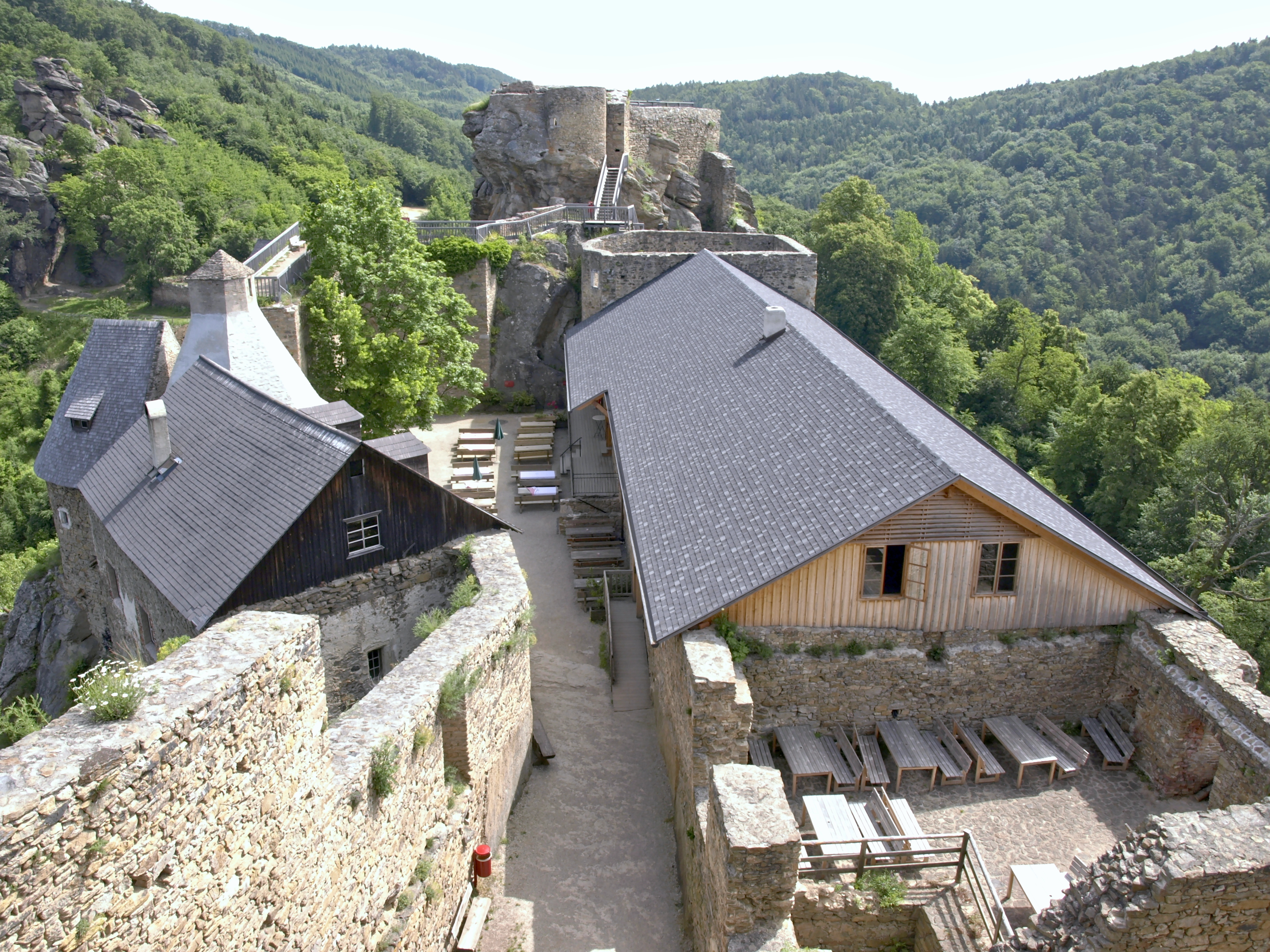
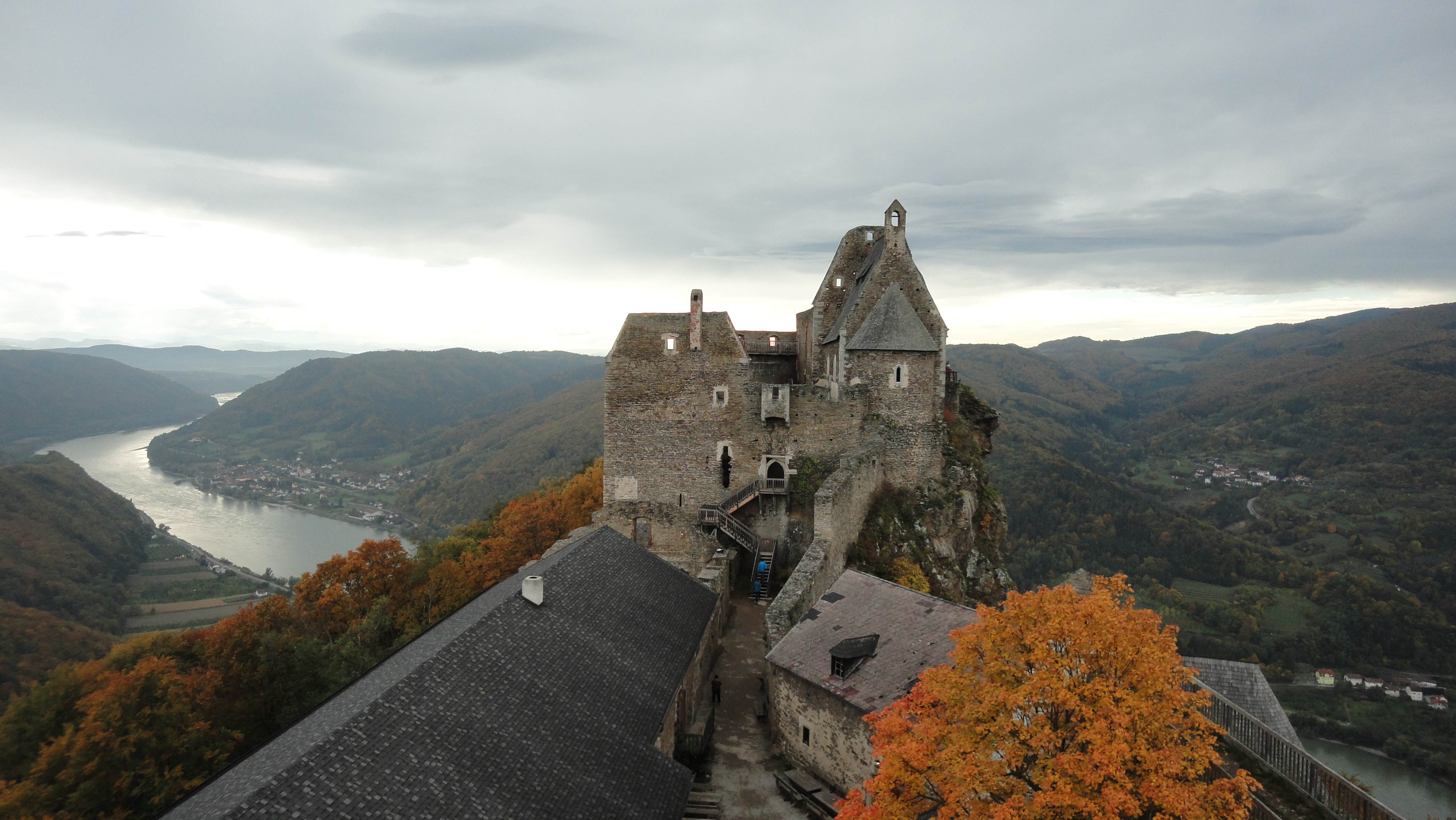

Un important programme de restauration et d'aménagement partiel de ses ruines est entrepris entre 2003 et 2004 pour le transformer en musée ouvert au public, avec logis seigneurial, donjon, prison, chapelle castrale, taverne médiévale, boutique, et point de vue panoramique privilégié sur la vallée de la Wachau, pour en faire depuis un haut lieu de tourisme autrichien,,...

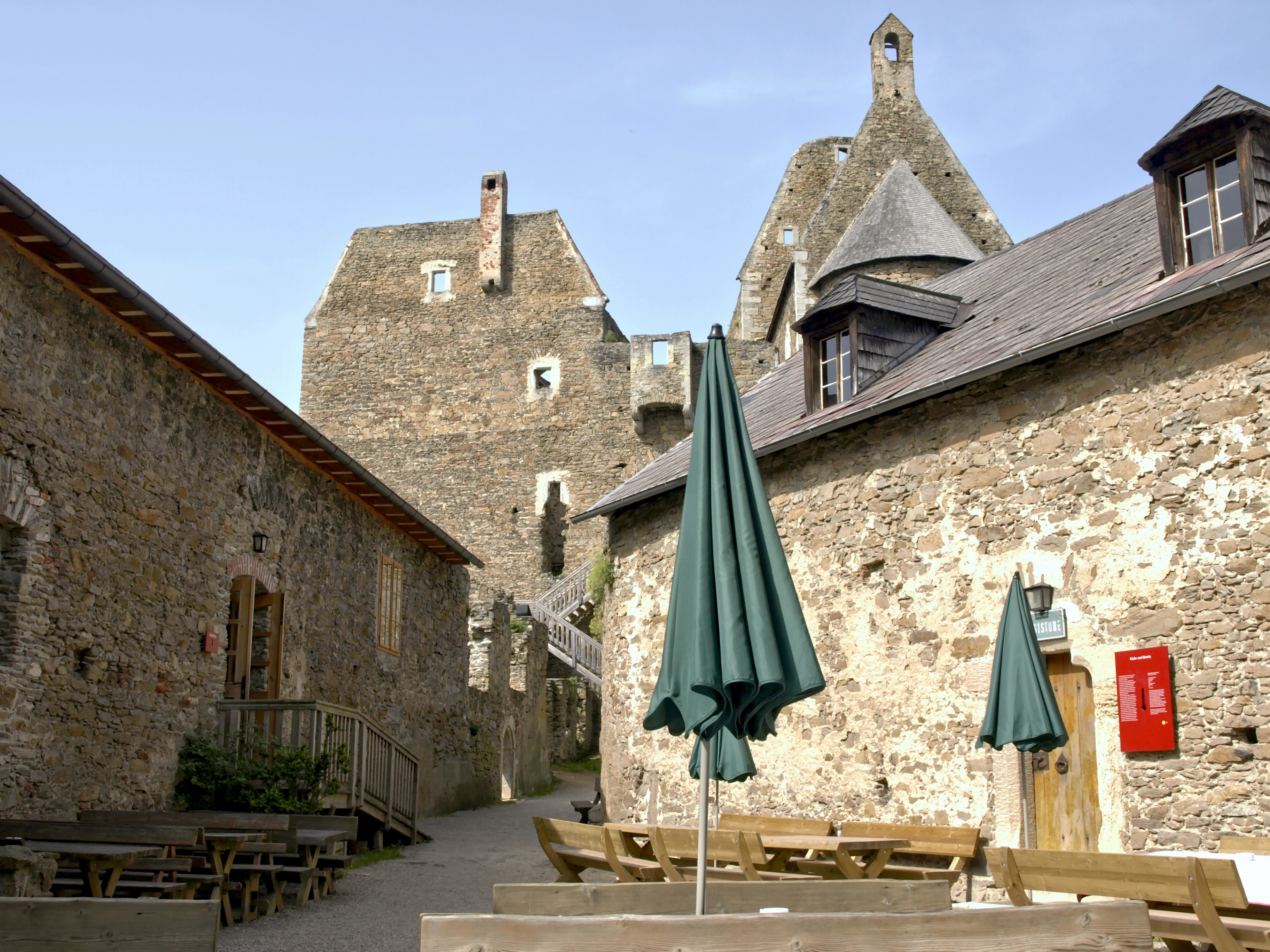
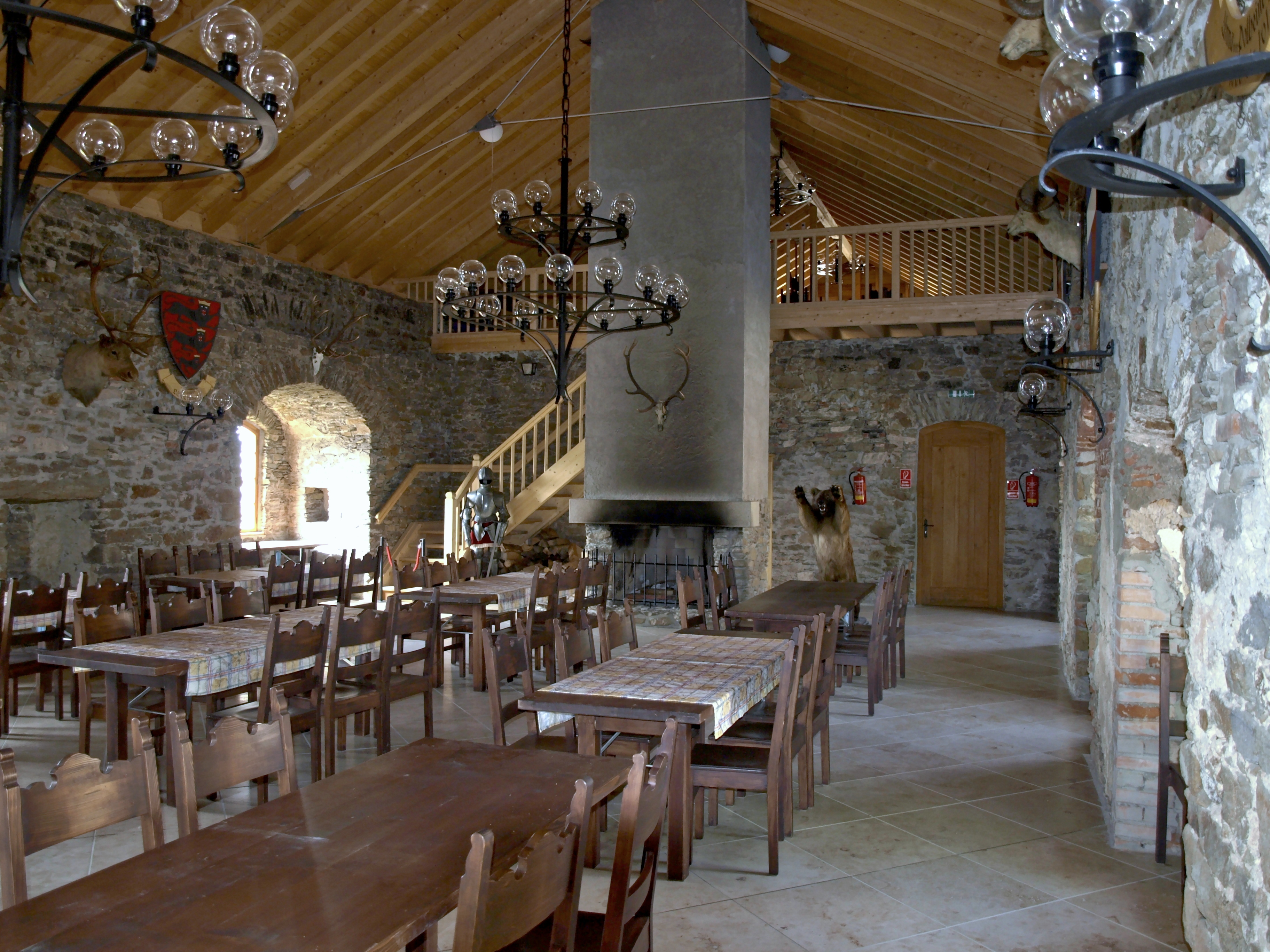
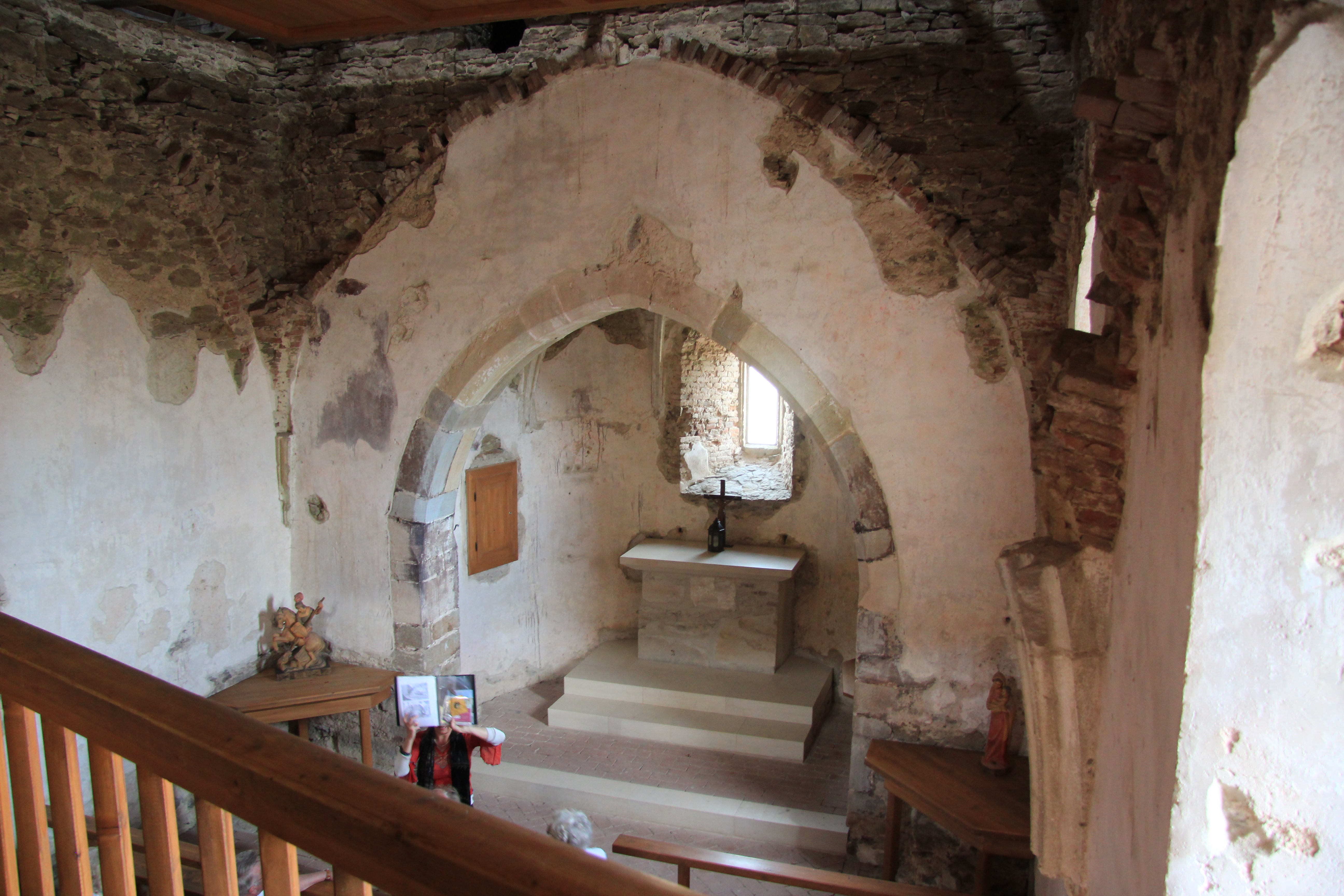